# Made of Bricks
Made of Bricks to debiutancki album brytyjskiej wokalistki Kate Nash wydany 6 sierpnia 2007 przez wytwórnię Fiction Records, oddział Polydor Records. 
Album promowały single „Foundations” (numer 2. na brytyjskiej liście singli), „Mouthwash”, „Pumpkin Soup” oraz „Merry Happy”. Spotkał się on z przychylnymi opiniami krytyków. Płyta cieszyła się także sukcesem komercyjnym, docierając do 1. miejsca brytyjskiej listy sprzedaży i uzyskując certyfikat platynowej.

## Lista utworów
1. „Play” – 1:11
2. „Foundations” – 4:05
3. „Mouthwash” – 5:01
4. „Dickhead” – 3:42
5. „Birds” – 4:25
6. „We Get On” – 4:34
7. „Mariella” – 4:15
8. „Shit Song” – 3:05
9. „Pumpkin Soup” – 2:59
10. „Skeleton Song” – 5:07
11. „Nicest Thing” – 4:05
12. „Merry Happy” – 13:10 (zawiera ukryty utwór „Little Red”)

Na cyfrowej wersji albumu piosenki „Merry Happy” i „Little Red” zostały wydane jako dwie oddzielne ścieżki, a pomiędzy nimi umieszczono bonusowy utwór „A Is for Asthma”.

## Notowania
| Lista (2007-08)            | Najwyższa pozycja |
| -------------------------- | ----------------- |
| Wielka Brytania            | 1                 |
| Austria                    | 51                |
| Belgia (Region Flamandzki) | 20                |
| Francja                    | 38                |
| Holandia                   | 41                |
| Irlandia                   | 8                 |
| Niemcy                     | 38                |
| Stany Zjednoczone          | 36                |
| Szwajcaria                 | 39                |